# Блу-Маунтен (Міссісіпі)
Блу-Маунтен (англ. Blue Mountain) — місто (англ. town) в США, в окрузі Тіппа штату Міссісіпі. Населення — 948 осіб (2020).

## Географія
Блу-Маунтен розташований за координатами 34°40′26″ пн. ш. 89°1′34″ зх. д. / 34.67389° пн. ш. 89.02611° зх. д. (34.673885, -89.026184).  За даними Бюро перепису населення США в 2010 році місто мало площу 4,28 км², з яких 4,26 км² — суходіл та 0,02 км² — водойми.

## Демографія
Згідно з переписом 2010 року, у місті мешкало 920 осіб у 282 домогосподарствах у складі 200 родин. Густота населення становила 215 осіб/км².  Було 319 помешкань (75/км²).
Расовий склад населення:
| - 78,8 % — білих - 17,7 % — чорних або афроамериканців - 0,5 % — азіатів - 0,1 % — корінних американців |

До двох чи більше рас належало 2,3 %. Частка іспаномовних становила 2,2 % від усіх жителів.
За віковим діапазоном населення розподілялося таким чином: 23,2 % — особи молодші 18 років, 69,0 % — особи у віці 18—64 років, 7,8 % — особи у віці 65 років та старші. Медіана віку мешканця становила 23,6 року. На 100 осіб жіночої статі у місті припадало 85,1 чоловіків;  на 100 жінок у віці від 18 років та старших — 88,0 чоловіків також старших 18 років.
Середній дохід на одне домашнє господарство  становив 44 077 доларів США (медіана — 31 420), а середній дохід на одну сім'ю — 51 140 доларів (медіана — 42 000). Медіана доходів становила 32 679 доларів для чоловіків та 28 810 доларів для жінок. За межею бідності перебувало 30,0 % осіб, у тому числі 48,4 % дітей у віці до 18 років та 11,4 % осіб у віці 65 років та старших.
Цивільне працевлаштоване населення становило 418 осіб. Основні галузі зайнятості: виробництво — 37,3 %, освіта, охорона здоров'я та соціальна допомога — 22,7 %, роздрібна торгівля — 11,0 %, транспорт — 6,0 %.